# شاپرک‌های ساجی
شاپرک‌های ساجی (نام علمی: Hyblaeidae) نام یک تیره از زیرراسته دوروزنه‌ای است.